# Lincoln LS
Lincoln LS — автомобиль бизнес-класса, выпускавшийся с 1999 по 2006 год подразделением Lincoln компании Ford.

## 2000—2002
Впервые Lincoln LS был представлен в 1999 году. LS являлся первым заднеприводным спортивным седаном класса люкс под влиянием подразделения Premier Automotive Group.
Первоначально планировалось, что автомобиль будет продаваться в двух комплектациях: LS6 и LS8. Названия отражали соответствующие компоновки двигателей. Подразделение Lexus компании Toyota выразило обеспокоенность по поводу потенциальной путаницы с названиями своего полноразмерного люксового седана Lexus LS, и в итоге было принято решение, что автомобиль будет называться Lincoln LS. В то же время концерн Ford пригрозил судебным иском в отношении концепта Toyota T150, утверждая, что название слишком близко к F150, поэтому компания Toyota стала называть свой пикап Tundra.
LS разделял платформу DEW98 и оборудование с Jaguar S-Type. Стандартная комплектация включала в себя антиблокировочную систему дисковых тормозов на всех 4 колёсах. Опционально устанавливалась противобуксовочная система Ford AdvanceTrac. Многочисленные компоненты подвески, включая капот, крышку палубы и передние крылья, были алюминиевыми. LS поставлялся с 16-дюймовыми или же с 17-дюймовыми колёсными дисками, в зависимости от комплектации.
В 2002 году был представлен пакет опций LSE (Limited Special Edition) с изменённой приборной панелью, включая круглые отверстия противотуманных фар и специальную металлическую решётку радиатора, с увеличенными панелями коромысла нижней части кузова, специальными колёсами и двойными выхлопными трубами.

### Двигатели
| Годы производства | Модель | Двигатель                     | Мощность                            | Крутящий момент         | Экономия топлива, город/шоссе | Трансмиссия                                    |
| ----------------- | ------ | ----------------------------- | ----------------------------------- | ----------------------- | ----------------------------- | ---------------------------------------------- |
| 2000—2001         | LS V6  | 3,0 л (2967 см3) Jaguar AJ V6 | 210 л. с. (154 кВт) при 6500 об/мин | 278 Н⋅м при 4750 об/мин | 13 л/100 км / 9,4 л/100 км    | 5-скор. МКПП (Getrag 221) 5-скор. АКПП (5R55N) |
| 2002              | LS V6  | 3,0 л (2967 см3) Jaguar AJ V6 | 220 л. с. (162 кВт) при 6400 об/мин | 292 Н⋅м при 4800 об/мин | 13 л/100 км / 9,4 л/100 км    | 5-скор. МКПП (Getrag 221) 5-скор. АКПП (5R55N) |
| 2000—2002         | LS V8  | 3,9 л (3934 см3) Jaguar AJ-V8 | 252 л. с. (185 кВт) при 6100 об/мин | 362 Н⋅м при 4300 об/мин | 14 л/100 км / 10 л/100 км     | 5-скор. АКПП (5R55N)                           |

### Галерея

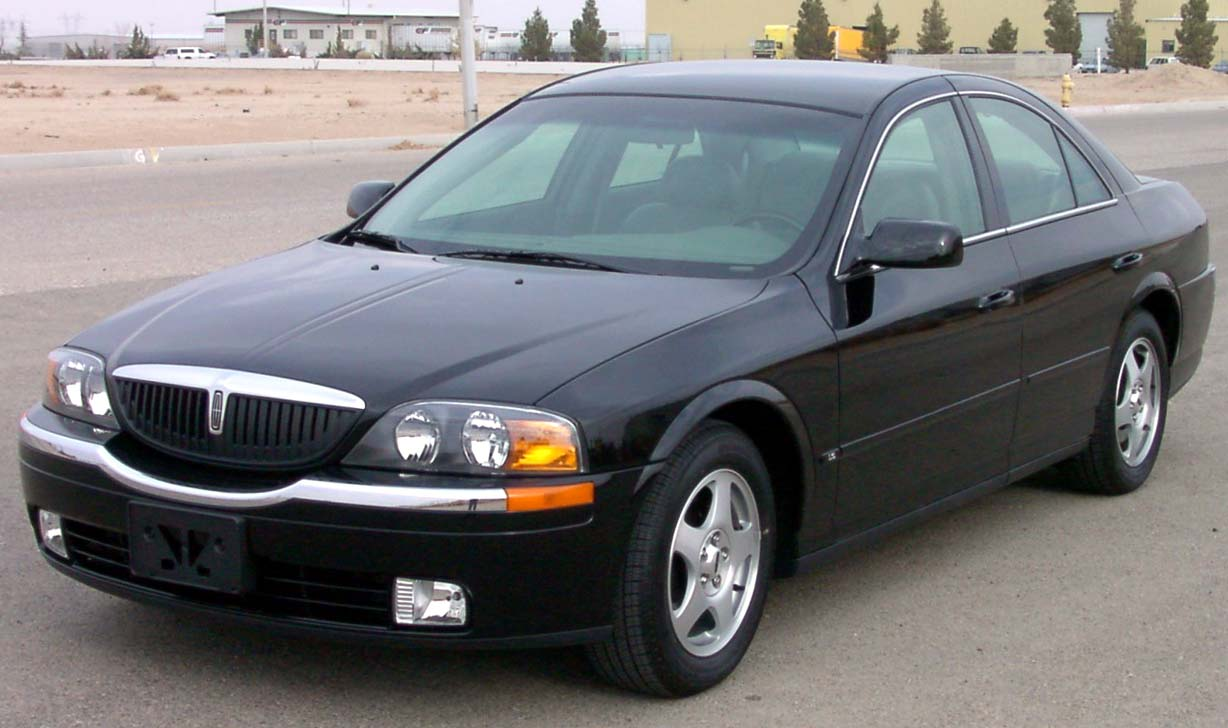
2001 Lincoln LS
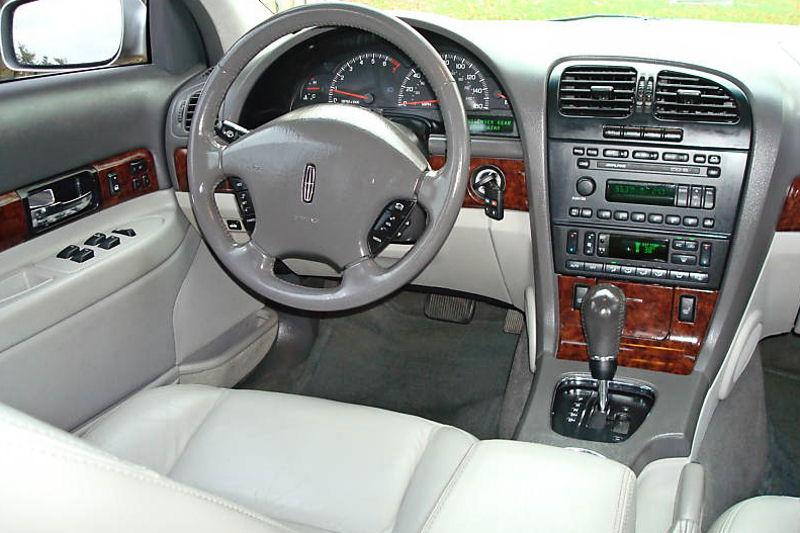
Интерьер

## 2003—2006
В 2003 году Lincoln LS прошёл фейслифтинг. Были добавлены ксеноновые фары (опционально). Изменения также коснулись крышки багажника и задних фонарей.

### Двигатели
| Годы производства | Модель | Двигатель                     | Мощность                            | Крутящий момент         | Экономия топлива, город/шоссе | Трансмиссия          |
| ----------------- | ------ | ----------------------------- | ----------------------------------- | ----------------------- | ----------------------------- | -------------------- |
| 2003—2005         | LS V6  | 3,0 л (2967 см3) Jaguar AJ V6 | 232 л. с. (171 кВт) при 6750 об/мин | 298 Н⋅м при 4500 об/мин | 12 л/100 км / 9 л/100 км      | 5-скор. АКПП (5R55S) |
| 2003—2006         | LS V8  | 3,9 л (3934 см3) Jaguar AJ-V8 | 280 л. с. (206 кВт) при 6000 об/мин | 388 Н⋅м при 4000 об/мин | 13 л/100 км / 9,4 л/100 км    | 5-скор. АКПП (5R55S) |

### Галерея

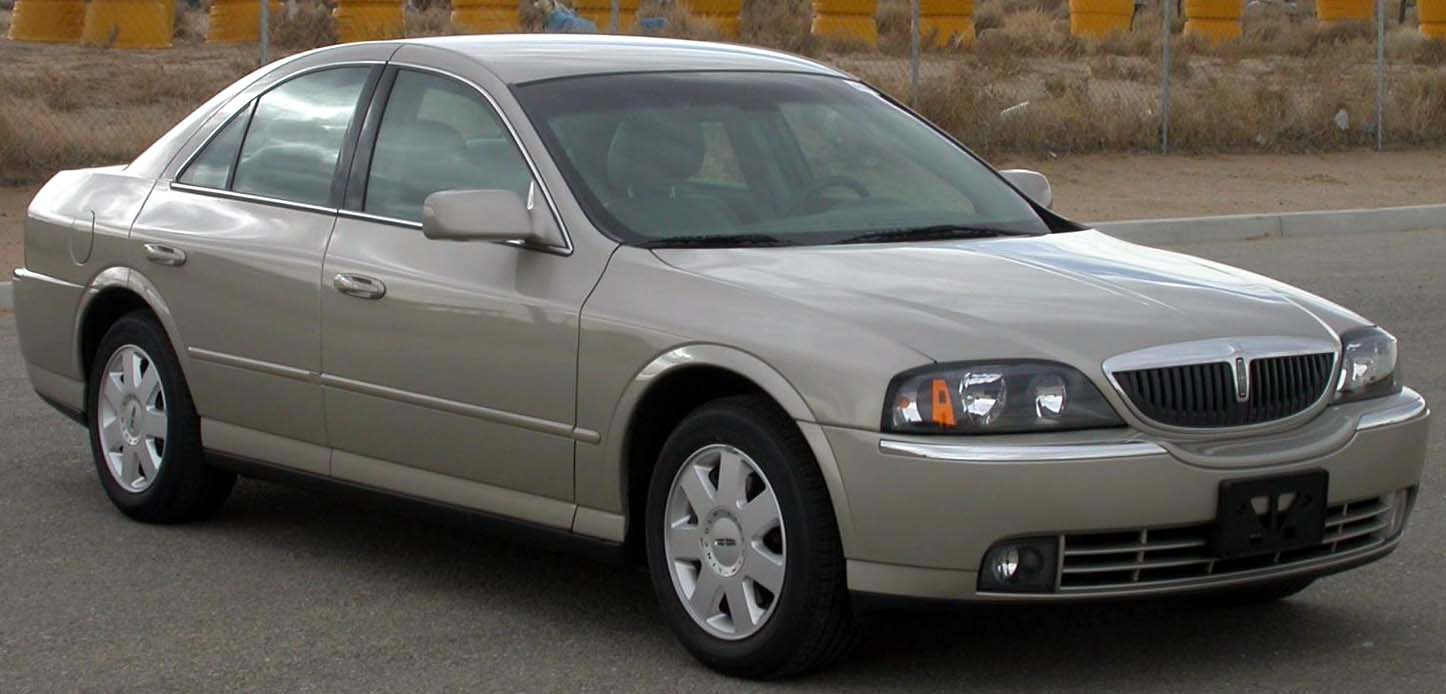
2004 Lincoln LS
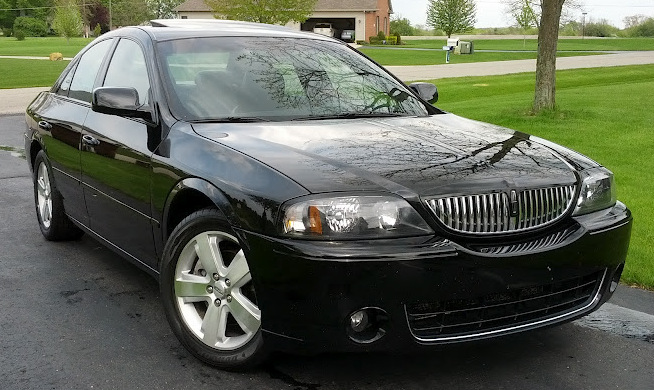
2006 Lincoln LS
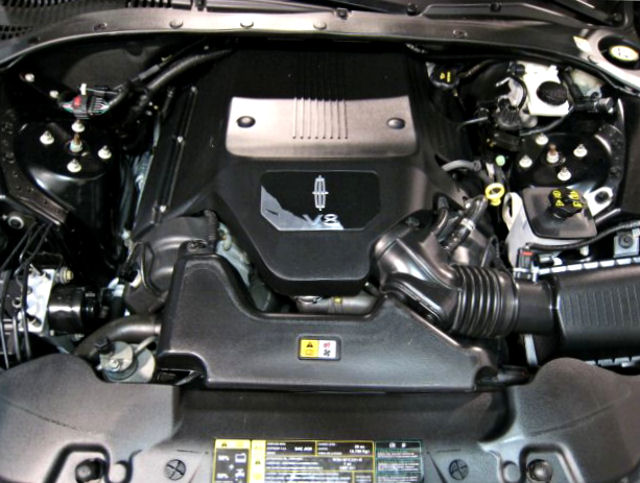
Моторный отсек Lincoln LS V8

## Продажи
| Год  | Продажи в Америке |
| ---- | ----------------- |
| 1999 | 26,368            |
| 2000 | 51,039            |
| 2001 | 39,787            |
| 2002 | 39,775            |
| 2003 | 33,581            |
| 2004 | 27,066            |
| 2005 | 19,109            |
| 2006 | 8,797             |